# Chrono des Nations-Les Herbiers-Vendée féminin 2015
La 29e édition du Chrono des Nations-Les Herbiers-Vendée féminin a eu lieu le 18 octobre 2015. La course fait partie du calendrier international féminin UCI 2015 en catégorie 1.1. Elle est remportée par la Russe Tatiana Antoshina.

## Classements

### Classement final
| \| Classement général \| Classement général \| Classement général \| Classement général \| Classement général \| \| Coureur \| Coureur \| Pays \| Équipe \| Temps \| \| ------------------ \| ---------------------- \| ------------------ \| --------------------------- \| ------------------ \| \| 1re \| Tatiana Antoshina \| Russie \| Russie \| 28 min 44 s \| \| 2e \| Hanna Solovey \| Ukraine \| Ukraine \| + 16 s \| \| 3e \| Ann-Sophie Duyck \| Belgique \| Topsport Vlaanderen-Pro-Duo \| + 17 s \| \| 4e \| Amber Neben \| États-Unis \| BePink LaClassica \| + 26 s \| \| 5e \| Olena Pavlukhina \| Azerbaijan \| BTC City Ljubljana \| + 47 s \| \| 6e \| Emma Pooley \| Royaume-Uni \| Grande-Bretagne \| + 56 s \| \| 7e \| Ashleigh Moolman \| Afrique du Sud \| Bigla \| + 59 s \| \| 8e \| Hayley Simmonds \| Royaume-Uni \| \| + 1 min 01 s \| \| 9e \| Cecilie Gotaas Johnsen \| Norvège \| Hitec Products \| + 1 min 17 s \| \| 10e \| Edwige Pitel \| France \| SC Michela Fanini Rox \| + 1 min 21 s \| |                        |                |                             |              |
| |                        |                |                             |              |
| Source : Cycling Quotient |                        |                |                             |              |
| Classement général |                        |                |                             |              |
| Coureur | Coureur                | Pays           | Équipe                      | Temps        |
| 1re | Tatiana Antoshina      | Russie         | Russie                      | 28 min 44 s  |
| 2e | Hanna Solovey          | Ukraine        | Ukraine                     | + 16 s       |
| 3e | Ann-Sophie Duyck       | Belgique       | Topsport Vlaanderen-Pro-Duo | + 17 s       |
| 4e | Amber Neben            | États-Unis     | BePink LaClassica           | + 26 s       |
| 5e | Olena Pavlukhina       | Azerbaijan     | BTC City Ljubljana          | + 47 s       |
| 6e | Emma Pooley            | Royaume-Uni    | Grande-Bretagne             | + 56 s       |
| 7e | Ashleigh Moolman       | Afrique du Sud | Bigla                       | + 59 s       |
| 8e | Hayley Simmonds        | Royaume-Uni    |                             | + 1 min 01 s |
| 9e | Cecilie Gotaas Johnsen | Norvège        | Hitec Products              | + 1 min 17 s |
| 10e | Edwige Pitel           | France         | SC Michela Fanini Rox       | + 1 min 21 s |

### Points UCI
| Position           | 1er | 2e | 3e | 4e | 5e | 6e | 7e | 8e | 9e | 10e | 11e | 12e | 13e | 14e | 15e | 16e | 17e | 18e |
| Classement général | 80  | 60 | 45 | 35 | 30 | 25 | 21 | 18 | 15 | 12  | 10  | 8   | 6   | 5   | 4   | 3   | 2   | 1   |